# Karmen Sunčana Lovrić
Karmen Sunčana Lovrić (Zagreb, 24. ožujka 1986.) je hrvatska glumica.

## Filmografija

### Televizijske uloge
- "Kumovi" kao Tonka (2024.)
- "Bogu iza nogu" kao Dragica (2021.)
- "Na granici" kao Gabrijela Boban (2018.)
- "Zlatni dvori" kao medicinska sestra (2017.)
- "Kud puklo da puklo" kao novinarka i Anita Božić (2015. – 2016.)
- "Zora dubrovačka" kao Željka (2014.)
- "Ruža vjetrova" kao Jelena Čulo (2012. – 2013.)
- "Provodi i sprovodi" kao Zvjezdica (2011.)
- "Loza" kao prostitutka (2011.)
- "Larin izbor" kao Ana (2011.)
- "Sve će biti dobro" kao Barbara (2009.)
- "Hitna 94" kao sestra Višnja (2008.)
- "Zabranjena ljubav" kao Monika (2007. – 2008.)
- "Krim tim 2" kao Nina Pavlić (2007.)

### Filmske uloge
- "Iza sna" kao Dunja (2014.)
- "Vožnja" kao Izabela (2013.)
- "Kratki spojevi" kao Talijanka (segment "Podstanar") (2013.)
- "Zamka za snimatelja" kao glumica (2010.)
- "Neki to vole vruće" kao Merlinka (2009.)
- "Potjera" kao kradljivica sata (2008.)

### Kazališne uloge
- "Orestije: Agamemnom" kao Kasandra (2013.)
- "Tartuffe" kao Elmire (2010.)
- "Kralj Lear" kao Cordelia (2009.)

### Sinkronizacija
- "DC Liga Super-ljubimaca" kao bedasti pas (2022.)
- "Psići u ophodnji: Film" kao putnica (2021.)
- "Dan za Da" kao Tara (2021.)
- "Kuća obitelji Glasnić" kao Stella (2020.)
- "Spužva Bob Skockani: Spužva u bijegu" kao Luna Frnjau (2020.)
- "Viteška družina" kao Lija (2018.)
- "See Dad Run" kao Mary (2018.)
- "Bunsen je zvijer" kao Darcy (2017.)
- "Vještičji načini" kao Katie Rice (2017.)
- "Thundermani" kao Candy Falconman (2017.)
- "100 stvari koje moraš učiniti prije srednje škole" kao Patti Macabre (2016.)
- "ALVINNN!!! I nemirne vjeverice" kao Brittany (2016.)
- "Pustolovine hrabrog pjetlića" kao Dee (2015.)
- "Spužva Bob Skockani: Spužva Bob na suhom" kao Luna Frnjau (2015.)
- "Henry Opasan" kao Two Canz (2015.)
- "Liar, Liar, Vampire" kao Bethany (2015.)
- "A Fairly Odd Summer" kao gđa. Muligan (2014.)
- "Super špijunke " kao Sam (S1-5), Alex (S6) (2013.)
- "Marvin Marvin" kao Teri Forman (2013.)
- "Winx" kao Musa (2013. – 2015.)
- "Spužva Bob Skockani" kao Luna Frnjau (NET sinkronizacija, S9 - danas)
- "Sammy na putu oko svijeta" kao Sandra (2010.)
- "Alpha i Omega" kao Sunčica (2010.)
- "Kuća boga Anubisa" kao Patricija
- "Pop Pixie" kao Tune, Tina, Lulu
- "Fanboy i Chum Chum" kao Yo
- "iCarly" kao Missy Robinson
- "Čudnovili roditelji" kao Vicky (5. – 6. sezona)
- "Drake i Josh" kao Megan Parker
- "Louie" kao Yoko

## Vanjske poveznice
- Karmen Sunčana Lovrić u internetskoj bazi filmova IMDb-u (engl.)